# Pöttöm kalandok: Gügye egyetem
A Pöttöm kalandok: Gügye egyetem (eredeti cím: Tiny Toons Looniversity) 2023 és 2025 között vetített 2D-s számítógépes animációs szitkom, amelyet Erin Gibson és Nate Cash alkotott, a Pöttöm kalandok (1990-1992) spinoffja, amelyben a karakterek régebbi változatai szerepelnek. Az új sorozatot az Amblin Television és a Warner Bros. Animation készítette a Cartoon Network és a Max számára. A sorozatnak a producerei Sam Register és Steven Spielberg.
A sorozatot Amerikában 2023. szeptember 8-án a Max, a tévében egy nappal később szeptember 9-én a Cartoon Network, míg Magyarországon 2024. április 27-én az HBO Max, a tévében két nappal később, április 29-én a Cartoon Network mutatta be.

## Cselekmény
Öcsi, Fülű és a banda többi tagja egészen az egyetemig követik komikus ambícióikat, a hijinx felsőoktatásának megbecsült intézményéig, ahol a fiatal álmodozókból profi varázslók lesznek. Itt hosszú távú barátságokat kötnek egymással, és tökéletesítik rajzfilmes mesterségüket, miközben a történelem legnagyobb rajzfilmfiguráitól, a Bolondos dallamoktól tanulnak.

## Szereplők
| Szereplő                 | Eredeti hang              | Magyar hang          |
| ------------------------ | ------------------------- | -------------------- |
| Öcsi nyuszi              | Eric Bauza                | Pálmai Szabolcs      |
| Öcsi nyuszi klónja       | Eric Bauza                | Pálmai Szabolcs      |
| Dodó kacsa               | Eric Bauza                | Gáspár András        |
| Szőreboglya              | Eric Bauza                |                      |
| Calamity Coyote          | Eric Bauza                |                      |
| Marvin, a marslakó       | Eric Bauza                |                      |
| Fülű nyuszi              | Ashleigh Crystal Hairston | Dögei Éva            |
| Vagány                   | David Errigo Jr.          | Kapácsy Miklós       |
| Visonka                  | David Errigo Jr.          | Ágoston Péter        |
| Tommy cápa               | David Errigo Jr.          | Fehérváry Márton     |
| Laza Macsek              | David Errigo Jr.          | Szabó Máté           |
| Fifi                     | Marieve Herington         | Rátonyi Hajni        |
| Édike                    | Tessa Netting             | Sallai Nóra          |
| Hapci                    | Tessa Netting             | Wessely Simonyi Réka |
| Stephanie                | Tessa Netting             | Fésűs Bea            |
| Tapsi Hapsi              | Jeff Bergman              | Barát Attila         |
| Bóbita kakas             | Jeff Bergman              | Rosta Sándor         |
| Szilveszter              | Jeff Bergman              | Moser Károly         |
| Cucu malac               | Bob Bergen                | Kerekes József       |
| Nagyi                    | Candi Milo                | Csizmadia Gabriella  |
| Hazel boszi              | Candi Milo                | Kiss Anikó           |
| Kalapács                 | Candi Milo                |                      |
| Suzie                    | Candi Milo                | Kisfalvi Krisztina   |
| Montana Max              | Candi Milo                | Pintér Gábor Attila  |
| Félelmetes Irvin         | JP Karliak                | Faragó András        |
| Merlin                   | JP Karliak                | Bor László           |
| Tevin cápa               | Cedric L. Williams        | Bor László           |
| Taz                      | Fred Tatasciore           | Kádár-Szabó Bence    |
| Rissz-Rossz Sam          | Fred Tatasciore           | Schneider Zoltán     |
| Menő Macska              | Fred Tatasciore           |                      |
| Michigan J. Béka         | Fred Tatasciore           |                      |
| Ling homár               | Stephanie Sheh            | Fésűs Bea            |
| Elmyra Duff              | Cree Summer               |                      |
| Szőrmók                  | Natalie Palamides         | Csuha Lajos          |
| Shirley                  | Natalie Palamides         | Roatis Andrea        |
| Szédüli                  | Betsy Sodaro              | Karácsonyi Zoltán    |
| Lola nyuszi              | Kari Wahlgren             | Kelemen Kata         |
| B'Shara nyuszi           | Kari Wahlgren             |                      |
| Kengyelfutó gyalogkakukk | Paul Julian               |                      |
| Joan Swinefeld           | Laraine Newman            |                      |

### Magyar változat
- Főcím: Pál Tamás
- Ének: Csuha Bori és Szentirmai Zsolt
- Magyar szöveg: Lázár Nikoletta
- Szinkronrendező: Wessely Simonyi Réka

A szinkront a Digital Media Services készítette.

## Évados áttekintés
| Évad | Évad        | Epizódok    | Eredeti sugárzás    | Eredeti sugárzás    | Eredeti sugárzás    | Eredeti sugárzás  | Magyar sugárzás   | Magyar sugárzás   | Magyar sugárzás   | Magyar sugárzás |
| Évad | Évad        | Epizódok    | Max                 | Max                 | Cartoon Network     | Cartoon Network   | HBO Max           | HBO Max           | Cartoon Network   | Cartoon Network |
| Évad | Évad        | Epizódok    | Évadpremier         | Évadfinálé          | Évadpremier         | Évadfinálé        | Évadpremier       | Évadfinálé        | Évadpremier       | Évadfinálé      |
| ---- | ----------- | ----------- | ------------------- | ------------------- | ------------------- | ----------------- | ----------------- | ----------------- | ----------------- | --------------- |
|      | 1           | 10          | 2023. szeptember 8. | 2023. szeptember 8. | 2023. szeptember 9. | 2023. november 4. | 2024. április 27. | 2024. április 27. | 2024. április 29. | 2024. május 10. |
|      | 2           | 10          | 2024. március 8.    | 2024. március 8.    | 2024. április 13.   | 2025. március 25. | N/A               | N/A               | N/A               | N/A             |
|      | Különkiadás | Különkiadás | 2024. március 8.    | 2024. március 8.    | 2024. április 6.    | 2024. április 6.  | 2024. április 27. | 2024. április 27. | 2024. május 13.   | 2024. május 14. |

## Epizódok

### 1. évad (2023)
| #   | #   | Eredeti cím            | Magyar cím            | Rendezte       | Írta            | Eredeti premier     | Eredeti premier      | Magyar premier    | Magyar premier    |
| #   | #   | Eredeti cím            | Magyar cím            | Rendezte       | Írta            | Max                 | Cartoon Network      | HBO Max           | Cartoon Network   |
| --- | --- | ---------------------- | --------------------- | -------------- | --------------- | ------------------- | -------------------- | ----------------- | ----------------- |
| 1.  | 1.  | Freshman Orientoontion | Gólya eligazítás      | Andrew Dickman | Erin Gibson     | 2023. szeptember 8. | 2023. szeptember 9.  | 2024. április 27. | 2024. április 29. |
| 2.  | 2.  | Give Pizza a Chance    | Pizza barátság        | Lauren Andrews | Colleen Evanson | 2023. szeptember 8. | 2023. szeptember 9.  | 2024. április 27. | 2024. április 30. |
| 3.  | 3.  | Extra, So Extra        | Szenzációs híreink    | Traci Honda    | Benjamin Siemon | 2023. szeptember 8. | 2023. szeptember 16. | 2024. április 27. | 2024. május 1.    |
| 4.  | 4.  | Tooney Ball Lights     | Bolondos futball      | Andrew Dickman | Joan Ford       | 2023. szeptember 8. | 2023. szeptember 23. | 2024. április 27. | 2024. május 2.    |
| 5.  | 5.  | Save the Loo Bru       | Mentsük meg a kávézót | Lauren Andrews | Phillip Walker  | 2023. szeptember 8. | 2023. szeptember 30. | 2024. április 27. | 2024. május 3.    |
| 6.  | 6.  | Prank You Very Much    | Tréfa hét             | Traci Honda    | Colleen Evanson | 2023. szeptember 8. | 2023. október 7.     | 2024. április 27. | 2024. május 6.    |
| 7.  | 7.  | General HOGspital      | Dr. Visonka           | Andrew Dickman | Erin Gibson     | 2023. szeptember 8. | 2023. október 14.    | 2024. április 27. | 2024. május 7.    |
| 8.  | 8.  | Soufflé, Girl Hey      | Főzőcske              | Traci Honda    | Benjamin Siemon | 2023. szeptember 8. | 2023. október 21.    | 2024. április 27. | 2024. május 8.    |
| 9.  | 9.  | Tears of a Clone       | Egy klón könnyei      | Megan Fisher   | Joan Ford       | 2023. szeptember 8. | 2023. október 28.    | 2024. április 27. | 2024. május 9.    |
| 10. | 10. | The Show Must Hop On   | A show megy tovább    | Lauren Andrews | Benjamin Siemon | 2023. szeptember 8. | 2023. november 4.    | 2024. április 27. | 2024. május 10.   |

### 2. évad (2024)
| #   | #   | Eredeti cím                         | Magyar cím | Rendezte       | Írta               | Eredeti premier   | Eredeti premier   | Magyar premier | Magyar premier  |
| #   | #   | Eredeti cím                         | Magyar cím | Rendezte       | Írta               | Max               | Cartoon Network   | Max            | Cartoon Network |
| --- | --- | ----------------------------------- | ---------- | -------------- | ------------------ | ----------------- | ----------------- | -------------- | --------------- |
| 11. | 1.  | Whatever Happened to Babsy Bunny?   |            | Rose Feduk     | Phillip Walker     | 2024. március 8.  | 2024. április 13. |                |                 |
| 12. | 2.  | Slay Cheese                         |            | Rose Feduk     | Alison Becker      | 2024. március 8.  | 2024. április 20. |                |                 |
| 13. | 3.  | Tooned In Space                     |            | Megan Fisher   | Marva Ann Whitaker | 2024. március 8.  | 2024. április 27. |                |                 |
| 14. | 4.  | Twin-Con                            |            | Lauren Andrews | Jeannete Lim       | 2024. március 8.  | 2024. május 4.    |                |                 |
| 15. | 5.  | Skulls and Sillybones               |            | Rose Feduk     | Rebecca Hirschmann | 2024. március 8.  |                   |                |                 |
| 16. | 6.  | Things That Go Tweet In The Woods   |            |                |                    | 2025. március 22. |                   |                |                 |
| 17. | 7.  | Ask Not What Bunnies Can Do For You |            |                |                    | 2025. március 22. |                   |                |                 |
| 18. | 8.  | Let Them Eat Quack                  |            |                |                    | 2025. március 22. |                   |                |                 |
| 19. | 9.  | Squash Me If You Can                |            |                |                    | 2025. március 22. |                   |                |                 |
| 20. | 10. | I Got a New Aptitude                |            |                |                    | 2025. március 22. |                   |                |                 |

### Különkiadás (2024)
| #  | Eredeti cím | Magyar cím     | Rendezte                      | Írta                        | Eredeti premier  | Eredeti premier  | Magyar premier    | Magyar premier  |
| #  | Eredeti cím | Magyar cím     | Rendezte                      | Írta                        | Max              | Cartoon Network  | HBO Max           | Cartoon Network |
| -- | ----------- | -------------- | ----------------------------- | --------------------------- | ---------------- | ---------------- | ----------------- | --------------- |
| 1. | Spring Beak | Tavaszi szünet | Lauren Andrews & Megan Fisher | Alison Becker & Erin Gibson | 2024. március 8. | 2024. április 6. | 2024. április 27. | 2024. május 13. |
| 1. | Spring Beak | Tavaszi szünet | Lauren Andrews & Megan Fisher | Alison Becker & Erin Gibson | 2024. március 8. | 2024. április 6. | 2024. április 27. | 2024. május 14. |

## A sorozat készítése
Az sorozat 1990 és 1992 között bemutatott változatának minden szereplője és a Bolondos dallamok karakterei visszatérnek. Öcsi és Fülű hangját már nem fogja Charlie Adler és Tress MacNeille kölcsönözni. Őket Eric Bauza és Ashleigh Crystal Hairston fogja helyettesíteni. Azonban Jeff Bergman fogja adni hangját Tapsi Hapsinak, Bóbita kakasnak és Szilveszternek. A San Diego-i Comicon 2022-es plakátjáról kiderül, hogy a legtöbb karakter visszatér a spinoff sorozatban, még Elmyra is, akiről korábban azt mondták, hogy nem fog benne szerepelni, ami arra utal, hogy a vele kapcsolatos tervek megváltoztak a fejlesztés során. Csak két szinkronszínész tér vissza az 1990-es változatból, Candi Milo és Cree Summer. Bár csak Cree Summer fog visszatérni Elmyra hangja kölcsönzésére.